# پیز کاکیابلا
پیز کاکیابلا (به لاتین: Piz Cacciabella) یک کوه در سوئیس است که در کانتون گراوبوندن واقع شده‌است. پیز کاکیابلا ۲٬۹۸۰ متر بالاتر از سطح دریا واقع شده‌است.